# Ribà
La ribà (àrab: ربا, riban o رباء, ribāʾ) són els guanys d'explotació o interessos que es generen en el comerç o els negocis segons la llei islàmica, podent-se traduir com a ‘usura’ o ‘interès’. La ribà és esmentada i condemnada en diversos versos de l'Alcorà: 3:130 Arxivat 2016-06-04 a Wayback Machine., 4:161 Arxivat 2015-05-01 a Wayback Machine., 30:39 Arxivat 2016-05-27 a Wayback Machine. i, segurament el més conegut, el 2:275-2:280 Arxivat 2015-02-02 a Wayback Machine.. També s'esmenta en diversos hadits.
Tot i que la majoria dels musulmans accepten que la ribà està prohibida, no tots es posen d'acord en la definició exacta del concepte, o si hauria de ser castigada pels humans.
Sovint s'utilitza com un terme islàmic per descriure la càrrega d'interessos en préstecs, i aquesta creença, ja que hi ha un consens entre els juristes musulmans segons el qual l'interès és la ribà, és la base de la indústria bancària islàmica, consistent en 2 bilions de dòlars. No obstant, no tots els acadèmics relacionen la ribà amb totes les formes d'interès, i entre aquells que si que ho fan, també dissenteixen sobre si aquesta pràctica és un greu atemptat contra la xaria (llei islàmica), o és simplement un acte que s'ha de descoratjar (makruh).
A més dels guanys injustos pel retorn d'un deute, el nom complet del qual és ribà an-nasiya, la majoria dels juristes islàmics consideren que hi ha un altre tipus de ribà, la ribà al-fadl, consistent en l'intercanvi simultani de quantitats o qualitats desiguals d'un producte donat.

## Etimologia i definició
Aquesta paraula ja era utilitzada pels àrabs abans de l'aparició de l'islam per referir-se a un increment. En la jurisprudència islàmica clàssica, la definició de ribà era ‘plusvàlua sense contraprestació’.
La dificultat per explicar exactament el significat de ribà a l'islam ja va ser destacada pels primers juristes islàmics, com ara Ibn Maja i Ibn Kathir, el qual va citar el segon califa, Úmar ibn al-Khattab:
«Hi ha tres coses. Si el missatger de Déu les ha explicat bé, em serien més preuades que el món i allò que conté: (Aquestes són) la kalala, la ribà i el califat.» 
Les definicions de ribà inclouen:
- Increment injustificat en el préstec de diners, pagat en espècies o diners per sobre de la suma del préstec, com a condició imposada pel prestador o voluntàriament pel prestatari. La ribà definida en aquest sentit s'anomena fiqh ribà al-duyun (deute d'usura). (Abdel-Rahman Yousri Ahmad)[18]
- Un increment en un bé particular. La paraula deriva de l'arrel d'una paraula que vol dir increment o creixement. (Saalih al-Munajjid, web IslamQA)[19]
- No igualtat en un intercanvi. Això pot significar resultats diferents en un intercanvi de quantitats no equivalents (Ribà al-fadl) o de la presència d'un risc en el qual l'altra part contractual no comparteix. (Olivier Roy)[20]
- Tota forma d'interès, «qualsevol excés a la suma principal del préstec», per exemple tots i qualsevol tipus d'interès, sense tenir en compte la «forma, context o magnitud», propòsit o duració. ("ortodox"[21] o "conservador"[22] visió clàssica dels juristes i revivalistes, tal com descriu l'Enciclopèdia de l'Islam i del Món Musulmà i altres fonts.)[21][23] (Algunes traduccions de versos de l'Alcorà substitueixen la paraula interès pel de ribà o usura.)[24]

Com a mínim dues fonts emfatitzen una dicotomia en les definicions: una inclusiva i l'altre estricte, utilitzada pels acadèmics clàssics, i una de més estreta, més fàcilment evadida i posada en pràctica, o com a mínim a la pràctica moderna:
- Interès o interès d'usura. Històricament, els acadèmics islàmics han interpretat l'Alcorà com «prohibint qualsevol contracte de préstec que fixi el retorn del mateix» en el cas que aquest proveeixi «profit no guanyat al prestador» i imposi «una obligació injusta al prestatari.» En l'època moderna els islamistes i els «revivalistes» exposen que tot tipus d'interès és socialment injust i hauria d'estar prohibit, mentre que la majoria de països musulmans permeten percentatges d'interès moderats, tot i que alguns prohibeixen els interessos compostos; (John Esposito)[25]
- Interès o guany provinent del préstec de diners o béns, el qual està prohibit en qualsevol grau per l'Islam i gairebé no es pot trobar en cap país musulmà, on, en canvi, pot estar desatès (considerat permissible si es demostra no excessiu (Egipte)), o «referit per alguns com un eufemisme de 'comissió» (Cyril Glasse),[26] i/o evadit mitjançant alguns subterfugis legals (coneguts com a ḥiyal) on, per exemple, un prestador de diners compra alguna cosa, que després vendrà per un import més elevat. (Ludwig Adamec).[27]

Una altra alternativa a l'estricte definició dels acadèmics clàssics i els revivalistes va ser definida pels modernistes islàmics, els quals van emfatitzar en l'aspecte moral de cap prohibició, creient que el que s'havia de prohibir era l'explotació dels necessitats, més que no pas l'interès per si mateix:
- Interès en alguns préstecs -- préstecs d'explotació, però no els altres. Entre aquestes ribà d'explotació es podria trobar:[Note 2]
  - interès en préstecs pel consum, no per la inversió,[29][30] ja que els préstecs d'inversió s'ha dit que no eren practicats per la societat de La Meca, i normalment atorgava als prestataris un retorn per pagar l'interès carregat[31] (aquesta idea va ser proposada durant la dècada de 1930 per l'acadèmic sirià Marouf al-Daoualibi);[32]
  - interès en préstecs amb càrrega composta, més que no pas un interès simple,[29] (interpretació proposada durant la dècada de 1940 pel jurista egipci al-Sanhuri);[32]
  - carregar percentatges d'interès "exorbitants";[23][29]
  - interès en préstecs als pobres o necessitats;[29]
  - interès en préstecs dels econòmicament poderosos/rics a econòmicament pobres i/o vulnerables[33] (en oposició a un interès pagat per grans bancs a propietaris de comptes corrents);
  - interès en préstecs motivats pel desig de realitzar un retorn sense risc de béns, juntament amb alguns interessos o retorns addicionals, on no hi ha cap preocupació per si aquests fons s'inverteixen per millorar la capacitat adquisitiva del prestador (Muhammad Akram Khan).[34]

La majoria dels juristes islàmics (Fuqaha) descriuen diverses tipologies de ribà:
- Ribà al-jahiliya: usura practicada a l'Aràbia pre-islàmica esmentada a l'Alcorà 3:130. Els acadèmics, no obstant, difereixen en la seva definició. Segons Raqiub Zaman i M.O.Farooq, un deute de ribà al-jahiliya era "doblat i redoblat" cada any si el prestatari no podia pagar el que devia.[35] Una altra definició seguida per algunes persones equivocades (segons Taqi Usmani), explica que la ribà al-jahiliya era un tipus de préstec on l'acord no incloïa un pagament extra al prestador, però si no es podia pagar el deute es podia ampliar el termini, sempre que es realitzés un pagament addicional (no necessàriament del doble o el triple de l'import original).[Note 3] Usmani exposa que, en realitat, es tractava d'un nombre de transaccions on "una suma creixent era carregada a la xifra original del deute", pràctica habitual en aquella època, i que aquesta pràctica és el que es coneix com a ribà an-jahiliya.[37] Altres acadèmics ortodoxes hi estan d'acord i afirmen que ribà an-jahiliya, riba an-nasiya, ribà al-duyun, ribà al-Quran,  ribà al-qardh[38][39] són tot noms per una de les dues tipologies de ribà, essent l'altre la ribà al-fadl.[40]
- Ribà an-nasiya: l'excés acumulat d'una transacció de préstec.[41] És una ribà en una transacció de crèdit, quan dos béns del mateix tipus són intercanviats però una o les dues parts retarda l'entrega o el pagament i paga un interès, (per exemple, una compensació monetària en la forma d'un percentatge predeterminat).[9] (Taqi Usmani cita Fakhruddin Al-Raazi dient que la "ribà an-nasiah, era una transacció molt coneguda i reconeguda durant l'època de la Jahiliyya".[42])
- Ribà al-fadl, també coneguda com a ribà al-sunna:[43] és l'excés acumulat en una venda o en un intercanvi,[41] per exemple, una ribà que involucri l'intercanvi simultani de quantitats o qualitats desiguals de béns de prestigi.[9] La Ribà al-fadl i la seva prohibició, segons Usmani, va ser desenvolupada per Mahoma (per això reb el nom de ribà al-sunna), de manera que no va formar part de la jahiliya pre-islàmica.[42] Segons A. Saeed i O. Salah, la ribà al-jahiliyya va ser directament prohibida al propi Alcorà, La ribà al-fadl i la ribà al-nasi’a van ser prohibides a la sunna.[44]

Encara una altra font (L'examen bàsic Takaful de preparació de l'institut de finances i banca islàmica banca i finances de Malàisia i Aznan Hasan), descriu dues tipologies de ribà, cada una de les quals es subdivideix en dos blocs. (La seva definició de Ribà Nasi`ah sembla diferent de les altres.):
| Tipologies de ribà | Descripció | Subtipus de ribà | Descripció                                                                                               |
| ------------------ | --- | ---------------- | --- |
| Ribà Duyun         | Increment injustificat de diners prestats tant en béns com en efectiu igual o superior a l'import original.                                                                                        | Ribà Qard        | S'acorda un increment (interès) a la suma original del préstec quan es redacta el contracte              |
| Ribà Duyun         | Increment injustificat de diners prestats tant en béns com en efectiu igual o superior a l'import original.                                                                                        | Ribà Jahiliyyah  | Increment sobre el prestatari per retard en el pagament o impossibilitat de retornar el préstec financer |
| Ribà Buyu`         | Es troba en les transaccions comercials o d'intercanvi, en el qual es produeix un intercanvi desigual de certs béns de prestigi (or, argent, casaments, etc.) del mateix tipus i mateixa qualitat. | Ribà Fadl        | Com a conseqüència d'una quantitat o qualitat desiguals                                                  |
| Ribà Buyu`         | Es troba en les transaccions comercials o d'intercanvi, en el qual es produeix un intercanvi desigual de certs béns de prestigi (or, argent, casaments, etc.) del mateix tipus i mateixa qualitat. | Ribà Nasi`ah     | Com a conseqüència d'una ampliació del termini d'entrega                                                 |